# 아마르 데스푸에스 데 아마르
《아마르 데스푸에스 데 아마르》(스페인어: ADDA: Amar después de amar)는 2017년 방영된 아르헨티나의 텔레노벨라이다.